# Домнино (Вологодская область)
До́мнино — деревня в Белозерском районе Вологодской области.
Входит в состав Панинского сельского поселения, с точки зрения административно-территориального деления — в Панинский сельсовет.
Расположена на восточном берегу Ухтомьярского озера. Расстояние по автодороге до районного центра Белозерска составляет 67 км, до центра муниципального образования деревни Панинская — 16 км. Ближайшие населённые пункты — Анашкино, Большой Двор-1, Кукина Гора, Михалёво, Юрино.
По данным переписи в 2002 году постоянного населения не было.